# Rostislav Justin Valeš
Rostislav Justin Valeš (* 22. července 1982, Litoměřice, Československo) je český podnikatel, finanční poradce a bývalý filmový herec a moderátor.

## Životopis
Narodil se v Litoměřicích, později se s rodiči přestěhoval do Keblic u Litoměřic. Po ukončení střední školy se rozhodl odejít do Prahy, kde se seznámil s režisérem Zdeňkem Troškou, který ho pozval na konkurz na roli policisty Oldy ve filmové trilogii Kameňák. V konkurzu byl úspěšný. Poté pracoval v logistické firmě jako manažer. Po změně zaměstnavatele přešel k mezinárodní společnosti, kde se stal obchodním vedoucím pro Českou republiku.

## Filmografie
- 2003 - Kameňák
- 2004 - Kameňák 2
- 2005 - Kameňák 3